# Mali rdečeokec
Mali rdečeokec (znanstveno ime Erythromma viridulum) je predstavnik enakokrilih kačjih pastirjev iz družine škratcev, razširjen po večjem delu Evrope z nekaj okoliškimi regijami.

## Opis
Odrasli dosežejo 26 do 32 mm v dolžino, od tega zadek 22 do 25 mm, zadnji krili pa merita 16 do 20 mm. Osnovna obarvanost je svetlomodra, s črno po vrhu telesa in kontrastnimi živordečimi očmi. Zelo podoben je sorodni veliki rdečeokec, ki je nekoliko večji, temnejši in bolj čokat, a je za zanesljivo določitev treba pregledati ujet osebek. Eno od določevalnih znamenj pri samcih je črn vzorec v obliki črke X na vrhu 10. člena zadka (tik pred konico), ki pri velikem rdečeokcu manjka.
Odrasli letajo ves topli del leta, na južnem delu območja razširjenosti od maja do septembra.

## Habitat in razširjenost
Razmnožuje se v stoječih ali počasi tekočih vodnih telesih, ki so lahko polslana (brakična). Pomembna je predvsem podvodna obrast, najugodnejše zanj so vodne rastline z majhnimi listi, kot so vodna kuga, rogolisti in rmanci ter plavajoči skupki alg na gladini, v močvirjih pa tudi šotni mah.
Mali rdečeokec je razširjen po večini Evrope in v strnjenem območju vzhodno do Kaspijskega jezera, na jugu pa do Levanta. Ločeni območji pojavljanja sta še v Magrebu v Severni Afriki in v pogorju Altaj na vzhodu, nižavja Srednje Azije pa očitno zanj niso primerna. V Evropi je najpogostejši na zahodu in jugu celine, od 1970. let pa se območe razširjenosti povečalo proti severu za več sto kilometrov. Tako so ga na prelomu 21. stoletja prvič našli v Veliki Britaniji in na Danskem. V Sloveniji je prisoten v večini primernih vodnih teles, v katerih je razvita podvodna obrast. S pridom izkorišča opuščene glinokope in gramoznice, pa tudi rečne mrtvice in večje kale. Zato ne velja za ogroženega. Razširjenost nakazuje, da je manj ekološko zahteven od velikega rdečeokca.